# Juan Bautista Muguiro
Juan Bautista Muguiro e Iribarren, né le 13 septembre 1786 à Aldaz (Navarre, Espagne), est un commerçant, banquier et homme politique espagnol.

## Biographie

### Première carrière en Espagne
Juan Bautista et son frère José Francisco travaillent dans le commerce et la banque au travers de l'entreprise familiale « J. Irivarren y Sobrinos », héritée de leur oncle Juan Bautista Iribarren,.
Il est capitaine de grenadiers et participe à la défense de la place de la constitution en juin 1822, à Madrid.

### Exil en France
À la suite de la prise du pouvoir de Ferdinand VII et son rejet des afrancesados, des libéraux — c'est le cas de Muguiro — et de quiconque ait collaboré avec l'empereur français Joseph Bonaparte — on pense que cela a été le cas à travers l'entreprise familiale —, Muguiro s'exile à Bordeaux. Il y fait la rencontre de Francisco de Goya, lui aussi exilé, avec qui il possède de lointains liens familiaux. Il acquiert sa peinture La Laitière de Bordeaux et se fait faire le portrait par l'aragonais en mai 1827, devenant l'un des tout derniers à s'être fait faire le portrait par le maître espagnol.

### Retour en Espagne
Il revient en Espagne lors du règne d'Isabelle II et s'engage activement en politique, en devenant député de la circonscription de Navarre lors des élections du 2 octobre 1836 et jusqu'en 1837.
Muguiro est élu sénateur de Madrid de 1836 à 1845, puis devient président du congrès des députés en 1837 — poste qu'il n'occupera qu'un mois,.

### Mort
Les circonstances de sa mort ne sont pas élucidées, et ni la date ni le lieu de celle-ci ne sont connus.